# Noa Szőllős
Noa Szőllős (hebräisch נועה סולוש; * 3. Februar 2003 in Budapest, Ungarn) ist eine israelische Skirennläuferin ungarischer Abstammung. Sie ist spezialisiert auf die technischen Disziplinen, startet jedoch gelegentlich auch in den Speed-Disziplinen.

## Karriere
Ihr internationales Debüt gab Noa Szőllős am 1. Dezember 2019 bei den FIS-Rennen in Gröden. Erste internationale Erfolge feierte sie bei den Olympischen Jugend-Winterspielen 2020 in Lausanne. Sie gewann die Silbermedaille in der Alpinen Kombination und die Bronzemedaille im Super-G  Es handelte sich gleichzeitig um die ersten Medaillen eines israelischen Sportlers bei einem olympischen Winter-Wettbewerb. 2021 nahm sie erstmals an Weltmeisterschaften teil. Ihre einzige Platzierung hierbei war Rang 32 im Riesentorlauf. Ihr Weltcupdebüt feierte sie am 8. Januar 2022 beim Riesentorlauf von Kranjska Gora, wobei sie die Qualifikation für den zweiten Durchgang verpasste.

## Privates
Ihr Vater Peter vertrat als alpiner Skirennläufer Israel während den 90er Jahren. Seine größten Erfolge waren der 18. Platz bei einem FIS-Rennen (Slalom, St. Moritz, 1995) und die Teilnahme an den alpinen Skiweltmeisterschaften von 1993. Ihre zwei Brüder treten ebenfalls als Sportler für Israel an: Barnabás im Alpin- und Freestyle-Ski, und Benjamin im alpinen Skisport.
Sie wohnt in Ungarn und spricht Ungarisch, Deutsch und Englisch.

## Erfolge

### Olympische Winterspiele
- Peking 2022: 34. Super-G, 41. Slalom, DNF Riesenslalom

### Weltmeisterschaften
- Cortina 2021: 32. Riesenslalom, DNF Slalom, DNF Kombination, DNQ Parallelrennen
- Méribel 2023: 17. Alpine Kombination, 29. Super-G, 37. Slalom, DNF Riesenslalom

### Europacup
- Eine Platzierung unter den besten 10

### Juniorenweltmeisterschaften
- Panorama 2022: 7. Riesenslalom, 9. Kombination, 17. Super-G, 20. Slalom
- St. Anton 2023: 25. Riesenslalom, DNF Super-G, DNF Slalom
- Haute-Savoie 2024: 32. Super-G, DNF Riesenslalom, DNF Slalom

### Olympische Jugendspiele
- Lausanne 2020: 2. Kombination, 3. Super-G, DNF Slalom, DNF Riesenslalom

### Sonstige
- 8 Siege bei FIS-Rennen